# Bicombustível

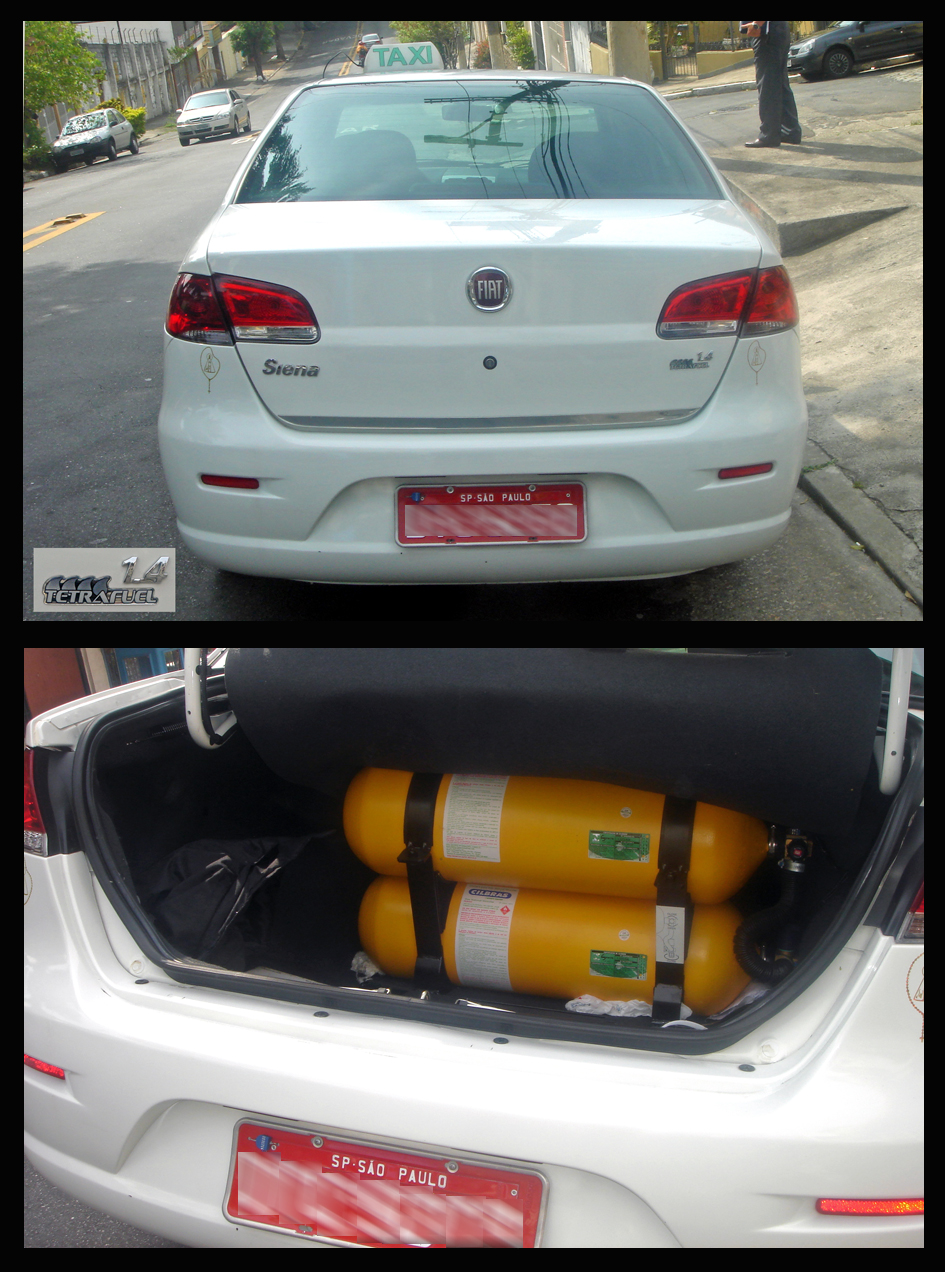
O Fiat Siena Tetrafuel 1.4 é o primeiro carro multicombustível que pode operar como veículo flex com gasolina pura, ou gasolina E25, ou álcool (E100); ou opera como bicombustível com gás natural (GNV). Mostrados os tanques do GNV.

Veículo bicombustível (em inglês:  bi-fuel vehicle) é aquele que pode rodar com dois combustíveis, normalmente gasolina e o etanol, ou ainda possuindo dois tanques, sendo um deles exclusivo para gás combustível (GNV). O veículo pode trocar de combustível manual ou automaticamente. Os combustíveis mais utilizados são o álcool combustível e gás natural veicular (GNV). No uso popular do termo no Brasil, veículos bicombustível são todos aqueles que utilizam dois combustíveis sem importar como são alimentados no motor, incluindo os veículos flex, sem fazer a diferença técnica que é feita na língua inglesa. O veículo de combustível duplo (em inglês:  dual-fuel vehicles), como o carro flex, fornece ambos combustíveis armazenados e misturados no tanque na câmara de combustão ao mesmo tempo e a injeção é ajustada segundo a mistura detectada por sensores eletrônicos.

## História
A origem dos motores bi-combustíveis é de natureza militar. Na Alemanha nazista, as famosas bombas voadoras utilizavam álcool obtido através da destilação da batata, devido ao bloqueio sofrido pelo país durante a Segunda Guerra Mundial.
Os primeiros motores utilizando álcool e gasolina foram montados nos Estados Unidos pela General Motors (GM) na década de 70. Eles foram chamados de E85 pois funcionavam com até 85% de álcool.

## Brasil

### Pró-álcool
Em 1975, ainda antes da segunda crise do petróleo (1979), o governo brasileiro criou o Pró-álcool, programa para incrementar a produção e distribuição do álcool, obtido principalmente da cana-de-açúcar e da mandioca, como combustível alternativo.
O Brasil conta com todas as condições para a produção da de cana-de-açúcar, ou seja, solo adequado, grandes áreas e Sol abundante. Passadas as dificuldades iniciais do motor a álcool, como corrosão e dificuldades de partida a frio, o sucesso do programa foi tanto, que em meados da década de 1980 quase todos os carros produzidos tinham motores alimentados pelo chamado combustível verde. Porém, ao final da mesma década, o aumento do preço do açúcar, aliado à queda do preço do petróleo no mercado internacional, levou ao desabastecimento e a quase extinção do programa.

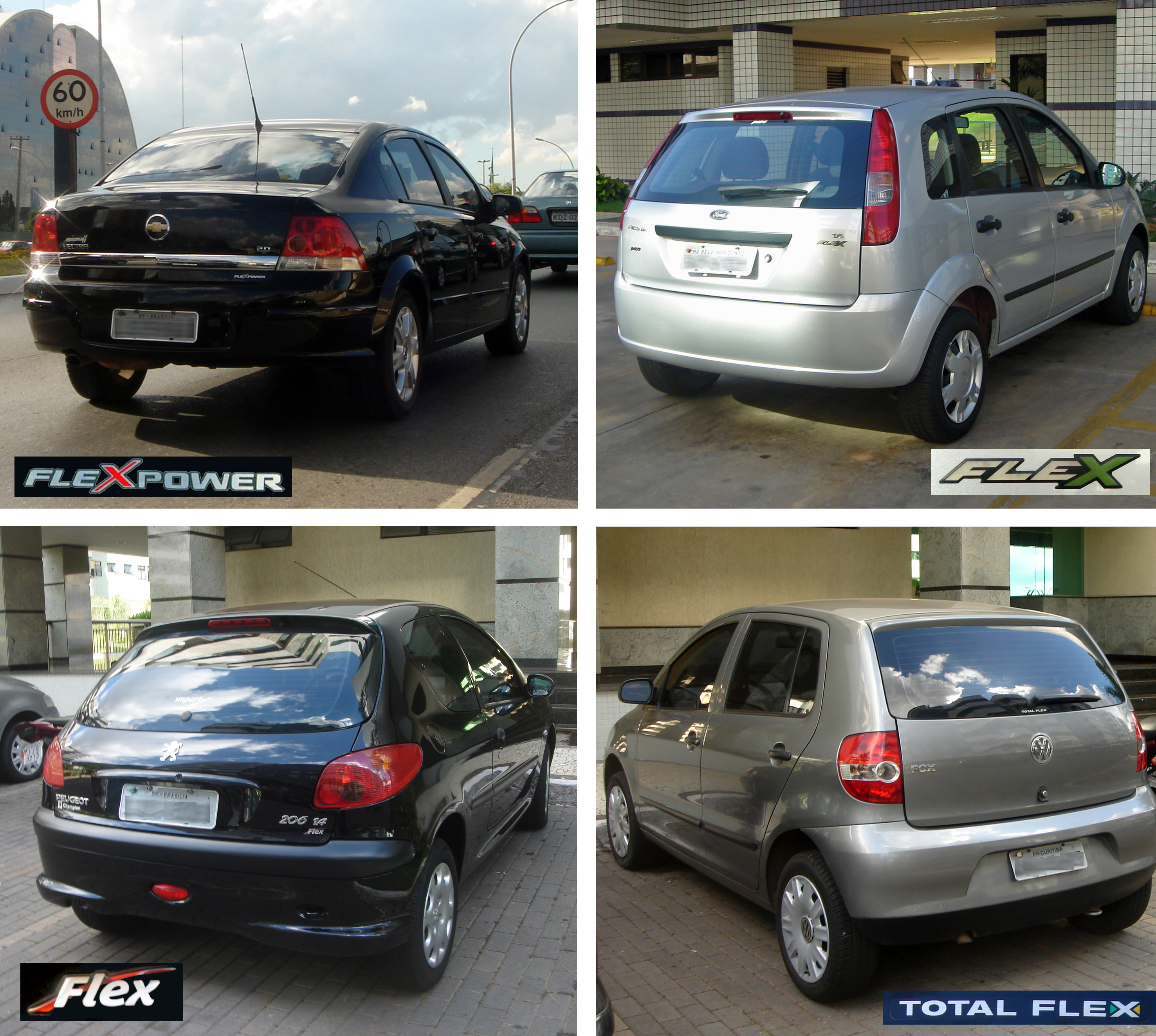
Típicos modelos de automóvel brasileiro de combustível flexível de vários fabricantes, popularmente conhecidos como "flex", que rodam com qualquer mistura de álcool e gasolina.

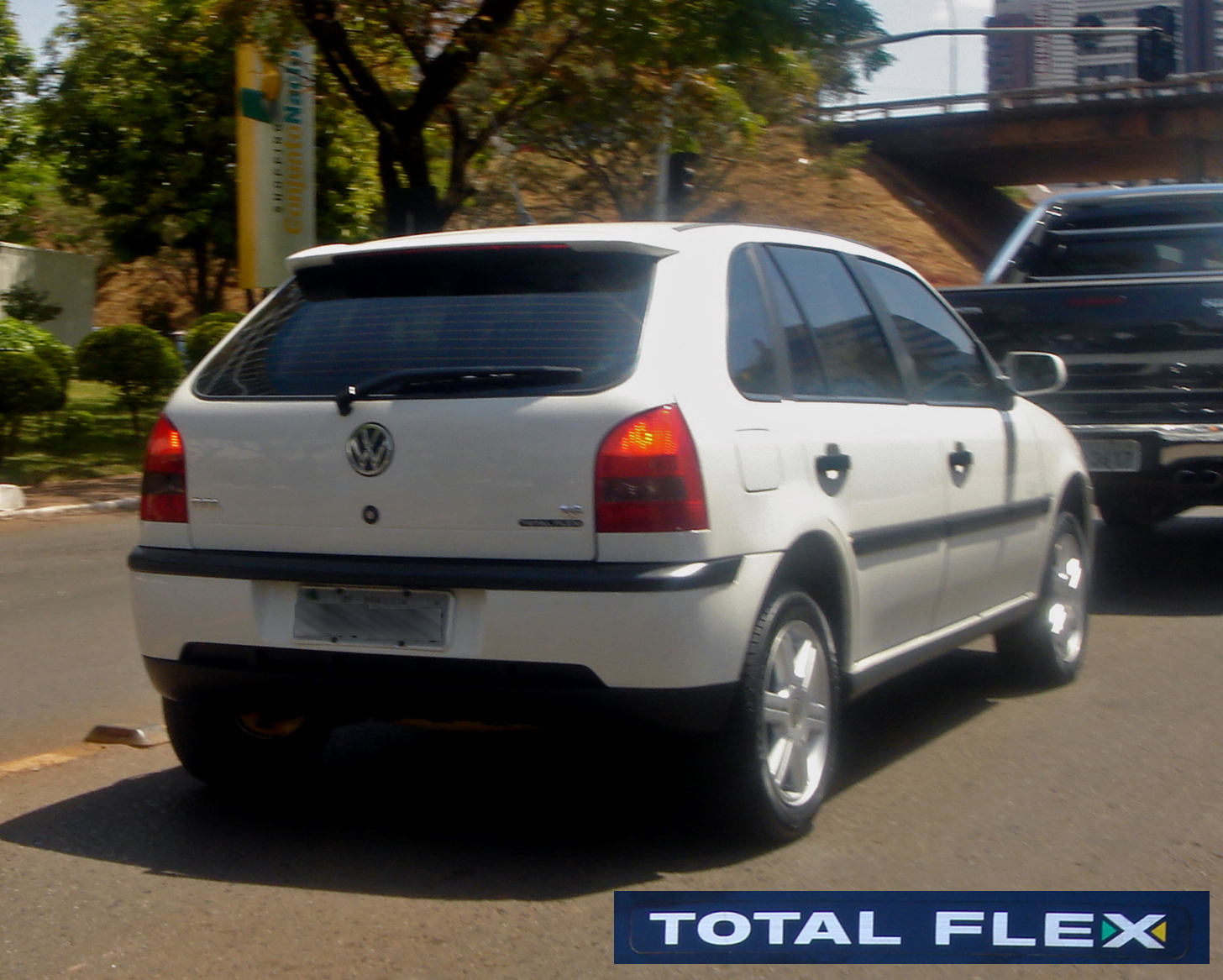
O VW Gol 1.6 Total Flex modelo 2003 foi o primeiro veículo de combustível flexible desenvolvido e comercializado no Brasil, com capacidade de operar com qualquer mistura de gasolina (E20-E25) e etanol (E100).

### Álcool
O Brasil é o segundo maior produtor de etanol do mundo, o maior exportador mundial, e é considerado o líder internacional em matéria de biocombustíveis e a primeira economia em ter atingido um uso sustentável dos biocombustíveis. Juntamente, o Brasil e os Estados Unidos lideram a produção do etanol, e foram responsáveis em 2006 por 70% da produção mundial e quase 90% do etanol combustível. Em 2006 a produção brasileira foi de 16,3 bilhões de litros, equivalente ao 33,3% da produção mundial de etanol e 42% do etanol usado como combustível no mundo. A projeção da produção total para 2008 é de 26,4 bilhões de litros. A indústria brasileira de etanol tem 30 anos de história e o país usa como insumo agrícola a cana-de-açúcar, além disso, por regulamentação do Governo Federal, toda a gasolina comercializada no país é misturada com 24% de etanol, e já circulam no país 5 milhões de veículos, automóveis e veículos comerciais leves, que podem rodar com 100% de etanol ou qualquer outra combinação de etanol e gasolina, e são chamados popularmente de carros "flex".
A história começou a mudar no dia 23 de março de 2003, quando um automóvel modelo Volkswagen Gol é lançado como o primeiro a funcionar com mais de um combustível ao mesmo tempo, no caso gasolina e álcool, em qualquer proporção, o que faculta a escolha do combustível mais barato, na hora do abastecimento.
Praticamente todos os modelos fabricados no país saem equipados com motor flex.

## Mundo
Outros países, principalmente os mais ricos e industrializados, estão em estudos para a implementação em larga escala de automóveis flexfuel, pelo fato de dependerem do Petróleo, combustível cada vez mais caro e poluidor, boa parte produzida por países com graves problemas políticos e sociais.

## Vantagens
Além de poder gerar uma grande economia, dada a instabilidade dos preços dos combustíveis, é uma arma contra a poluição e o aquecimento global, pelo fato de poder utilizar combustíveis renováveis e menos danosos ao meio-ambiente.